# فرودگاه شهرستان چروکی (تگزاس)
فرودگاه چروکی کانتی (تگزاس) (به انگلیسی: Cherokee County Airport (Texas)) یک فرودگاه همگانی بهره‌برداری هوایی با کد یاتا JKV است که یک باند فرود آسفالت دارد و طول باند آن ۱۵۲۷ متر است. این فرودگاه در شهر جکسونویل، تگزاس کشور ایالات متحده آمریکا قرار دارد و در ارتفاع ۲۰۶ متری از سطح دریا واقع شده‌است.